# Суйсянь (Суйчжоу)
Суйсянь (кит. упр. 随县, пиньинь Suí xiàn) — уезд городского округа Суйчжоу провинции Хубэй (КНР).

## История
Когда в конце 2-го тысячелетия до нашей эры чжоуский У-ван раздавал уделы своим родственникам и приближённым, один из уделов появился и в этих местах. Согласно одним источникам, здесь было царство Суй (随国), согласно другим — царство Цзэн (曾国); имеющегося в настоящее время материала недостаточно, чтобы чётко сказать — являются ли «Суй» и «Цзэн» названиями одного и того же государственного образования, или это были два разных царства, существовавших на этой территории в разное время. Впоследствии оно было завоёвано царством Чу (точная дата неизвестна).
В имперские времена в этих местах существовала область Суйчжоу (随州). После Синьхайской революции в Китае была проведена реформа структуры административного деления, в ходе которой области были упразднены; в 1912 году вместо области Суйчжоу был образован уезд Суйсянь.
В 1949 году был образован Специальный район Сяогань (孝感专区), в состав которого вошёл, в частности, уезд Суйсянь, и Специальный район Сянъян (襄阳专区), в состав которого вошёл, в частности, уезд Хуншань (洪山县). В 1952 году уезд Суйсянь также перешёл в состав Специального района Сянъян. В 1955 году был упразднён уезд Хуншань, а его территория была разделена между 4 соседними уездами; в частности, часть его территории перешла в состав уезда Суйсянь.
В 1970 году Специальный район Сянъян был переименован в Округ Сянъян (襄阳地区).
В 1979 году урбанизированная часть уезда Суйсянь была выделена в отдельный городской уезд Суйчжоу (随州市), также вошедший в состав округа Сянъян. В 1983 году уезд Суйсянь был расформирован, а его территория включена в состав городского уезда Суйчжоу. 
В 1993 году округ Сянъян был объединён с городом Сянфань в городской округ Сянфань (襄樊市).
В 1994 году городской уезд Суйчжоу перешёл под непосредственное управление властей провинции Хубэй; в подчинении властям городского округа Сянфань остались только судебные и полицейские структуры.
В 2000 году решением Госсовета КНР был расформирован городской уезд Суйчжоу, и образован городской округ Суйчжоу; на месте бывшего городского уезда Суйчжоу был образован район городского подчинения Цзэнду.
В 2009 году решением Госсовета КНР из района городского подчинения Цзэнду был выделен уезд Суйсянь.

## Административное деление
Уезд делится на 19 посёлков.